# Eduard Pechuël-Loesche
Eduard Pechuël-Loesche (Zöschen, cerca de Merseburg, 26 de julio de 1840 - Múnich, 29 de mayo de 1913) fue un profesor de geografía, pintor y explorador alemán.

## Biografía

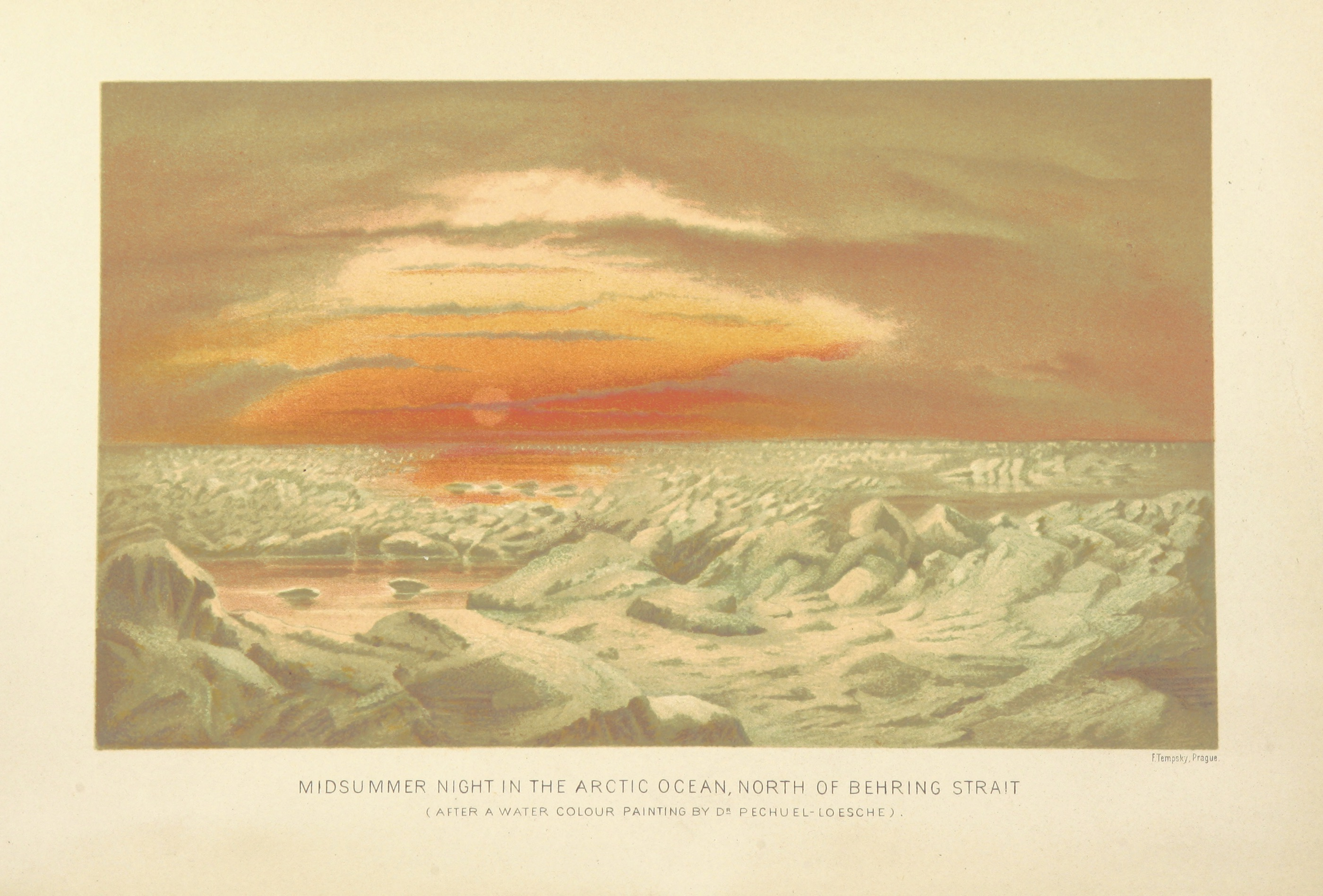
Noche de solsticio de verano en el océano Ártico, al norte del estrecho de Bering (acuarela de Pechuel-Loesche)

Fue el hijo mayor de Ferdinand Moritz Pechuël, posadero y molinero, y de Wilhelmine Loesche. Tras finalizar sus estudios secundarios, se unió a la marina mercante y viajó extensamente durante la década de 1860 por gran parte de las costas e islas de los océanos Atlántico y Pacífico, incluyendo las Azores, las islas de Cabo Verde y las Indias Occidentales. También visitó las regiones polares norte y sur, y el estrecho de Bering.
Estudió luego historia natural y geografía en la Universidad de Leipzig, y obtuvo un doctorado en 1872. Entre 1873 y 1876, Pechuël-Loesche fue miembro de la expedición alemana dirigida por Paul Güßfeldt al reino de Loango. Tras un período adicional de estudios en la Universidad de Leipzig, Leopoldo II le contrató para participar, de 1882 a 1883, en la fundación del Estado del Congo, trabajando como agente de Henry Morton Stanley. 
En 1884, Pechuël-Loesche fue enviado por una compañía comercial alemana a Hereroland con Elsbeth von Leubnitz, su joven esposa. Prepararon una colección de plantas y viajaron a Okahandja, a la tierra de los herero, donde intentaron sin éxito obtener una concesión.

Pechuël-Loesche regresó a Europa y en 1886 fue contratado como profesor de geografía en la Universidad de Leipzig. En 1895, aceptó un puesto como profesor asociado de geografía en la Universidad de Erlangen-Núremberg. Fue miembro de la Sociedad Geográfica Turingio-Sajona y también de la Asociación Central de Geografía Comercial y de Promoción de Intereses Alemanes en el Exterior.  

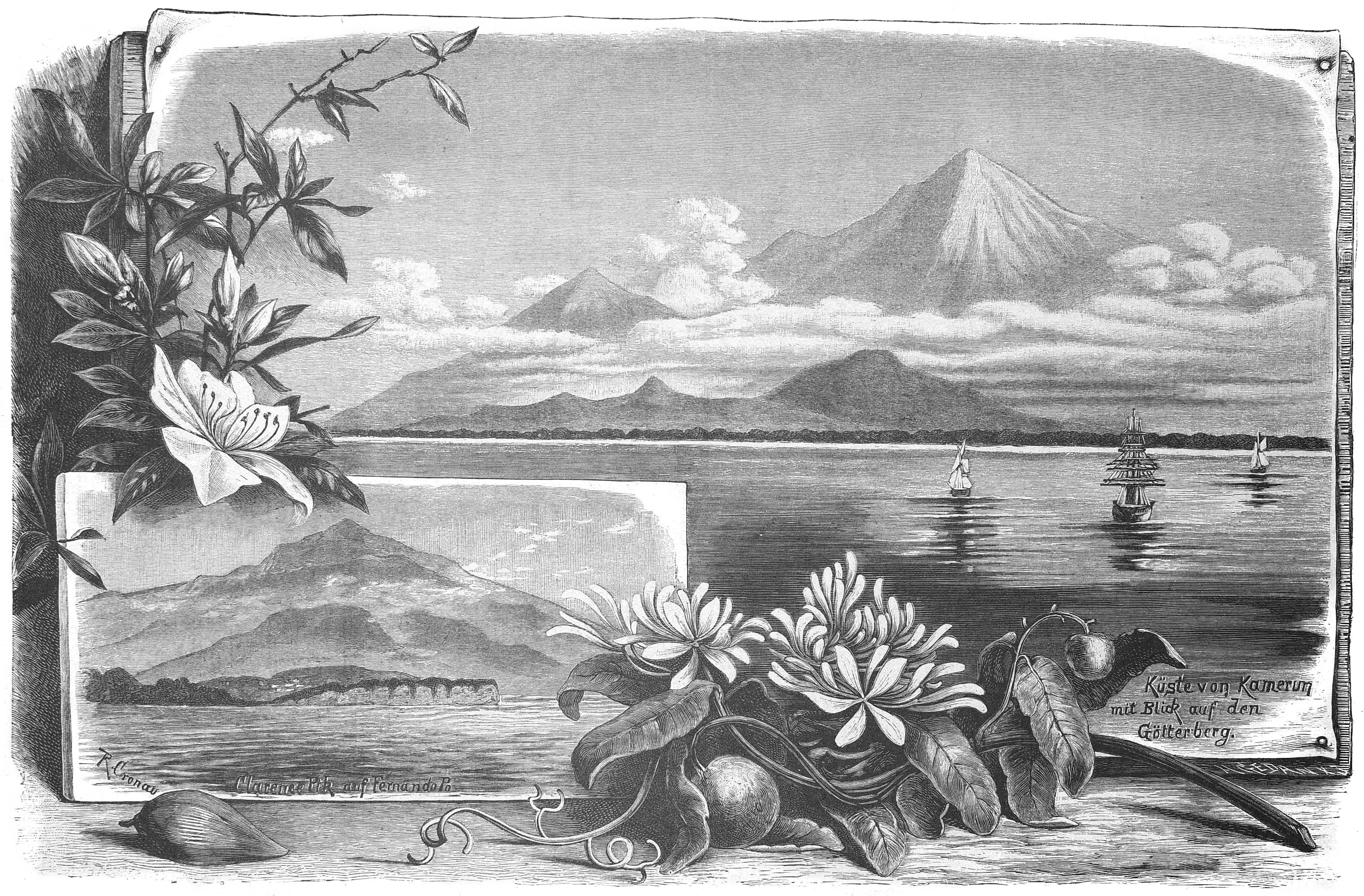
Camerún y Fernando Po. Dibujado sobre madera por R. Cronau para la revista Gartenlaube a partir de fotografías de Pechuel-Loesche

Pechuël-Loesche pintó alrededor de cuatrocientas acuarelas durante sus viajes, que actualmente se conservan en la Universidad de Hamburgo.

## Obras
- Die Loango-Expedition, ausgesandt von der Deutschen Gesellschaft zur Erforschung Aequatorial-Afrikas 1873–1876 [La expedición de Loango, enviada por la Sociedad Alemana para la Exploración del África Ecuatorial, 1873-1876]. (1882).
- Die Bewirtschaftung tropischer Gebiete [La gestión de las regiones tropicales] (1885).
- Stanley und das Kongounternehmen [Stanley y la aventura del Congo] (1885).
- Kongoland [Congolandia] (1887).
- (como editor) Brehms Tierleben [Vida animal de Brehms] (1890-1893).

## En la Ciencia
El género de plantas Pechuel-Loeschea Hoffm., de la familia de las margaritas (Asteraceae), lleva su nombre. 